# Мигел Кабанеляс
Мигел Кабанеляс Ферер (на испански: Miguel Cabanellas Ferrer) е испански генерал, един от тримата лидери на националистическия опит за преврат от юли 1936 г., дал началото на Гражданската война в Испания.

## Биография
Роден на 1 януари 1872 г. в Картахена, постъпва в армията през 1889 г. Като майор ръководи създаването на африканските редовни войски (марокански войски в испанската армия). През август 1921 г. участва в повторното завладяване на околностите на Мелиля, окупирани от бунтовническите рифски сили след битката при Аннуал. Повишен е в бригаден генерал и става пратеник на остров Менорка като военен губернатор. Мигел Примо де Ривера му позволява да влезе в резерва през 1926 г., което го кара да участва в осуетен бунт през 1929 г. Заради подкрепата му за републиканците, на 17 април 1931 г. временното правителство на републиката го назначава за главнокомандващ на Андалусия. По-късно е назначен за командир на войските в Испанско Мароко и заменя Хосе Санхурхо в главната дирекция на Гражданската гвардия.
Кабанеляс е масон. През 1934 г. е делегат на Радикална републиканска партия. През юли 1936 г. е ръководител на 5-та дивизия в Сарагоса, където на 19 юли декларира подкрепата си за националистите. Поради старшинството си, е лидер на хунтата за национална отбрана, която на 21 септември 1936 г. провъзгласява Франсиско Франко за глава на правителството и генералисимус – въпреки че Кабанеляс е единственият, който не се съгласява с този избор. Той предупреждава своите колеги генерали, че „Вие не знаете какво направихте, защото не го познавате като мен, като се има предвид, че той беше под мое командване в Африканската армия… Ако му дадете Испания, той ще вярва, че е негова и няма да позволи на никого да го замести във войната или след нея, до смъртта си." По-късно Кабанеляс е главен инспектор на армията до смъртта си.